# António da Silva Leite
António Joachim da Silva Leite (Porto, 23 mai 1759 – Porto, 10 janvier 1833) est un organiste, guitariste, pédagogue et compositeur portugais.

## Biographie
Après ses études musicales à Porto où il étudie probablement avec Girolamo Sertori, un Italien installé à Porto dans les années 1780, il enseigne et écrit son traité Rezumo de todas as regras e preceitos de cantoria assim da musica metrica commo da cantachão en 1787 pour ses étudiants. L'année suivante, il enseigne au Real Colégio dos Meninos Orfãos et est organiste aux convents de San Clara et San Bento da Avé-Maria. À la fin 1792, il est nommé maître de chapelle. Nombre de ses œuvres vocales sont destinées aux chanteurs virtuoses attachés aux couvents.
Il est également un bon guitariste et publie dans la dernière décennie du XVIIIe siècle, des sonates pour l'instrument et des études illustrés de nombreux morceaux : menuets, marches, contredanses et autres pièces. Il rédige à la même époque un traité d'accompagnement, O organista instruido, mais non publié. Il compose vers 1807, deux opéras, dont Puntigli per equivoco and L’astuzie delle donne, produit Teatro de San João. En tant que compositeur de musique religieuse, il rivalise avec le Napolitain Jommelli.
Vers 1808, il est nommé maître de chapelle à la cathédrale.

## Œuvre
- Rezumo de todas as regras e preceitos de cantoria assim da musica metrica commo da cantachão (1787)[3].
- Six sonates pour guitare, violon et deux cors ad libitum (1792)
- Estudo de guitara (1796)
- Os génios premiado, cantate (1807)
- Puntigli per equivoco, opéra (1807)
- L'astuzie delle donne, opéra (1808)
- Six messes
- 23 motets